# Estação Talcahuano-El Arenal
A Estação Talcahuano-El Arenal é uma das estações do Biotrén, situada em Talcahuano, entre a Estação Mercado e a Estação Hospital Las Higueras. Administrada pela Ferrocarriles del Sur (FESUR), faz parte da Linha 1.
Foi inaugurada em 1º de dezembro de 1999. Localiza-se no cruzamento da Avenida Francisco Bilbao com a Rua Valdivia. Atende o setor de El Arenal.